# Charlotte Corday
Marie Anne Charlotte de Corday d'Armont (ur. 27 lipca 1768 w Saint-Saturnin-des-Ligneries, zm. 17 lipca 1793 w Paryżu) – morderczyni Jean-Paula Marata, zasztyletowała go 13 lipca 1793 w jego własnej wannie. Aresztowano ją w jej mieszkaniu następnego dnia i postawiono przed sądem. Nie broniła się i nie żałowała popełnionego czynu – miała powiedzieć, że chętnie zrobiłaby to jeszcze raz. Była żyrondystką, uważała, że jakobini, których liderem był Marat, odegrali skrajnie negatywną rolę w rewolucji francuskiej. Poprzez zabójstwo Marata chciała zaprotestować przeciwko terrorowi jakobinów skierowanemu przeciwko żyrondystom i klerowi. Została ścięta za morderstwo i „zdradę kraju” 17 lipca 1793 w Paryżu.
Była prawnuczką Pierre'a Corneille'a, francuskiego dramaturga, i córką koniuszego królewskiego.

## W kulturze masowej

### Filmy
- 1918 – Charlotte Corday, reż. Frederic Zelnik, tytułowa rola: Lya Mara[3];
- 1989 – Rewolucja Francuska, reż. Richard T. Heffron, rola Charlotte: Philippine Leroy-Beaulieu[4];
- 2008 – Charlotte Corday, reż. Henri Helman, tytułowa rola: Émilie Dequenne[5].

### Gry
- 2014 – Assassin's Creed: Unity, gracz bada zabójstwo Marata i przesłuchuje Charlotte[6];
- 2019 – We. The Revolution, gracz osobiście sądzi Charlotte[7].